# Marin Sorescu
Marin Sorescu (29 de febrero de 1936 - 8 de diciembre de 1996), poeta, dramaturgo, y novelista rumano.

## Biografía
Provenía de una familia campesina de Bulzeşti, en la provincia de Dolj. Sorescu se educó en la Universidad de Iaşi, donde en 1960 se graduó en idiomas modernos. Su primer libro, publicado en 1964, fue una colección de parodias que tituló: Solo entre los poetas (en rumano: Singur printre poeti). El libro causó mucha polémica por su temática y las alusiones contenidas en sus textos . Él mismo lo calificaría, más tarde, de "sarcástico y torpe". Posteriormente publicó diez volúmenes de poesía y de prosa. 
Su notoriedad fue tan apoteósica que las lecturas que realizó durante un período largo de su vida tuvieron que llevarse a cabo, en muchas ocasiones, en estadios de fútbol, por la cantidad de personas que acudió a sus recitales . 
Sobre su poesía, el mismo Sorescu manifestó, con la ironía que lo caracterizaba:" Así como no puedo dejar de fumar porque no fumo, no puedo dejar de escribir porque no tengo talento." Durante su época más productiva se quejó, a menudo, de experimentar una sensación de desvarío respecto de la escritura, señalando "la palabra hablada es una frontera cruzada, solamente por el hecho de decir algo, fracaso al intentar decir muchas otras cosas." 
Sobre la censura, manifestó, refiriéndose a sus últimos libros aparecidos, con cierto retraso, después de la recuperación democrática en 1989: “hemos obtenido nuestra libertad, por eso puedo quejarme. ¿Oh censores dónde estáis ahora? 
Su colección de poesía, contenida en el libro: Poemas censurados no pudo ser publicada sino hasta el término de la dictadura de Nicolae Ceauşescu. De esos poemas, la selección Casa bajo vigilancia. es considerada como la de mayor calidad lírica y temática por la crítica internacional.
Algunos de sus admiradores se sintieron decepcionados cuando Sorescu aceptó ser ministro de la cultura durante el llamado gobierno del Frente de Salvación Nacional, entre 1993 y 1995. 
Aquejado severamente de cirrosis y hepatitis, murió de un ataque al corazón en el hospital Elías, en Bucarest, en 1996.

## Premios
- Premio de la Academia rumana, 1968, 1977.
- Medalla de Oro por obra poética "Napoli ospite", Italia, 1970.
- Premio de la Academia rumana, en drama, 1970.
- "Le Muse", distinción de la Accademie delle Muse, Florencia, 1978.
- Premio International de Poesía mística "Fernando Rielo", Madrid, España, 1983.
- Premio Internacional Herder, entregado por la Universidad de Viena en 1991 por toda su obra.
- Premio de la Unión de Escritores de Rumanía (6 veces, en poesía, drama, y crítica literaria)

- Datos: Q2420296
- Multimedia: Marin Sorescu / Q2420296